# Cymothoe sangaris
Cymothoe sangaris är en fjärilsart som beskrevs av Jean Baptiste Godart 1823. Cymothoe sangaris ingår i släktet Cymothoe och familjen praktfjärilar. Inga underarter finns listade i Catalogue of Life.

## Bildgalleri

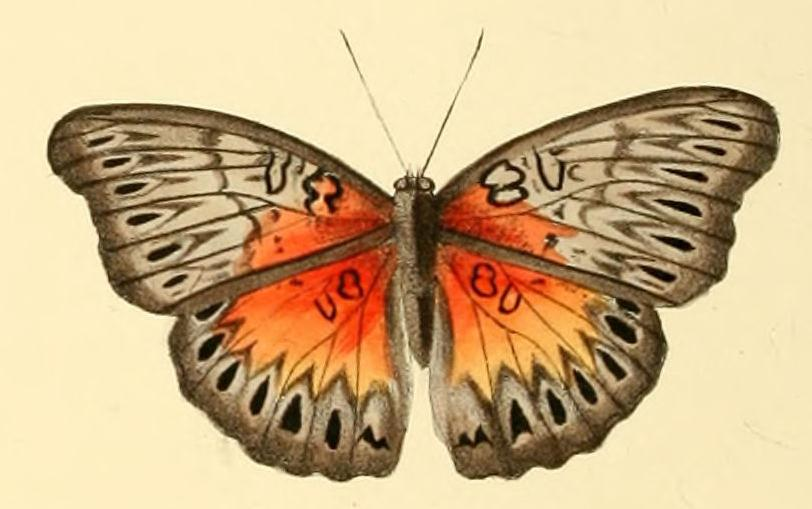
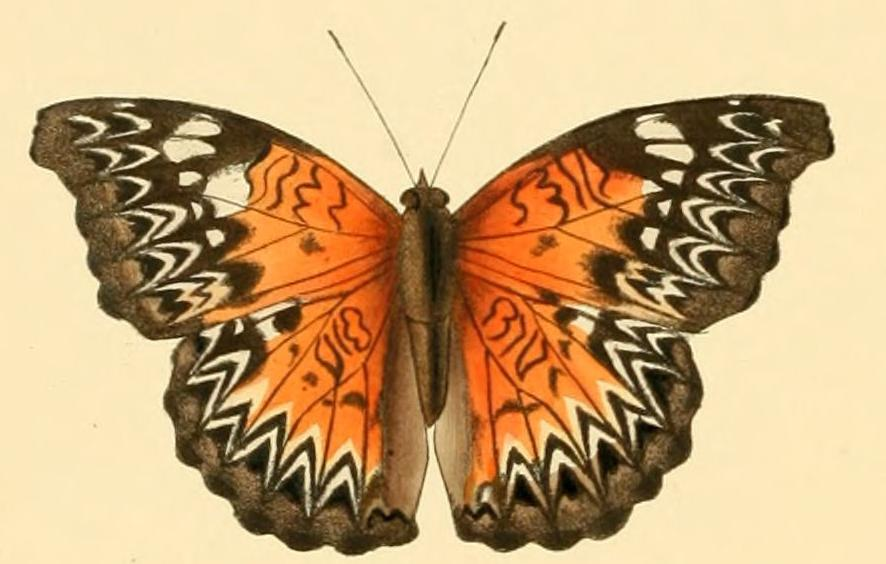
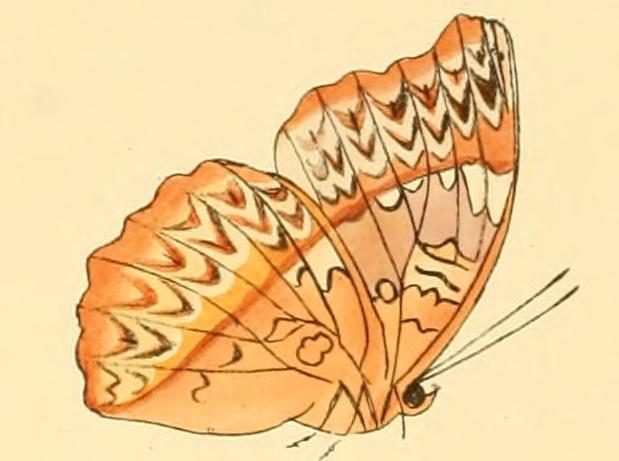
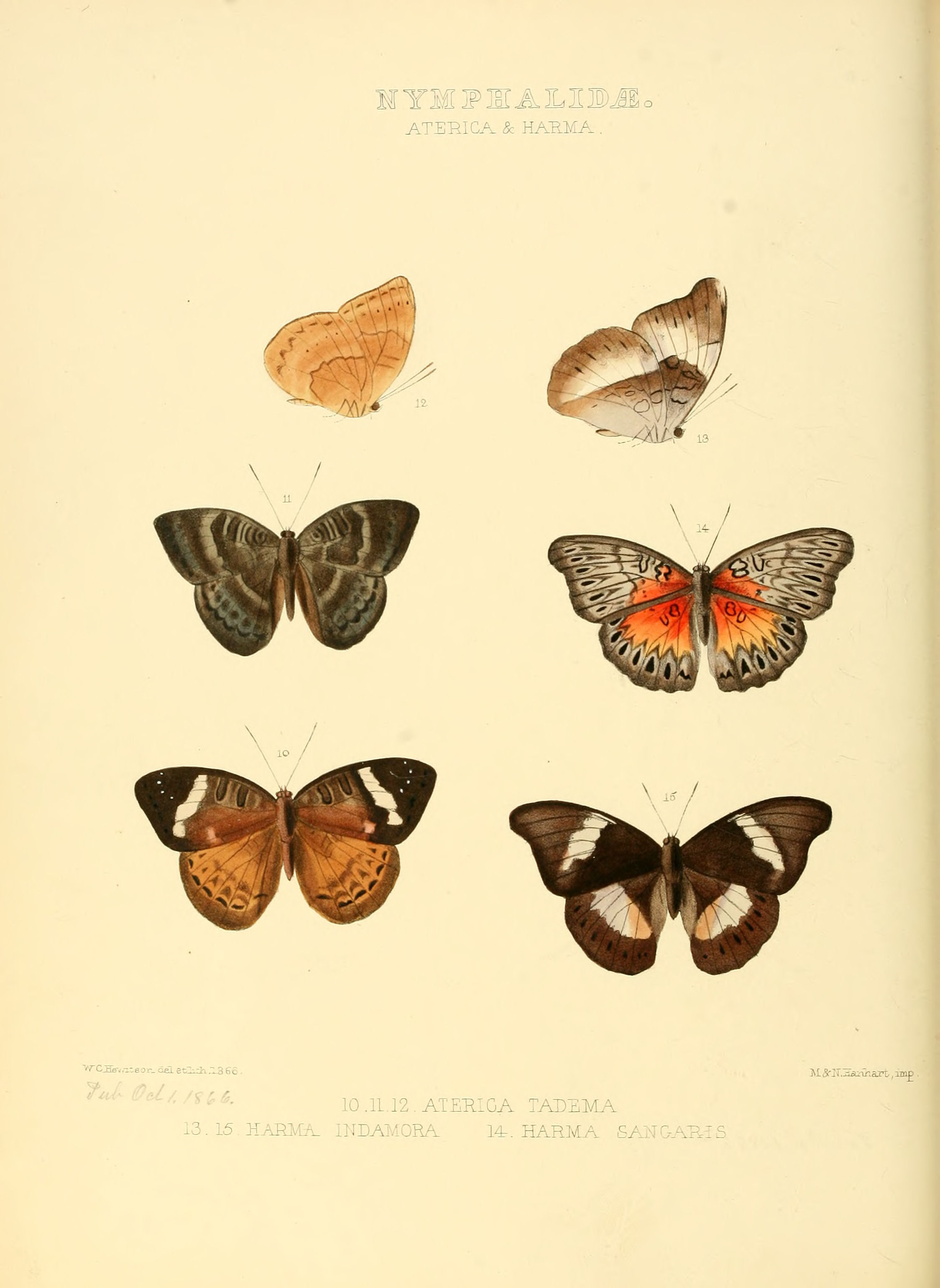
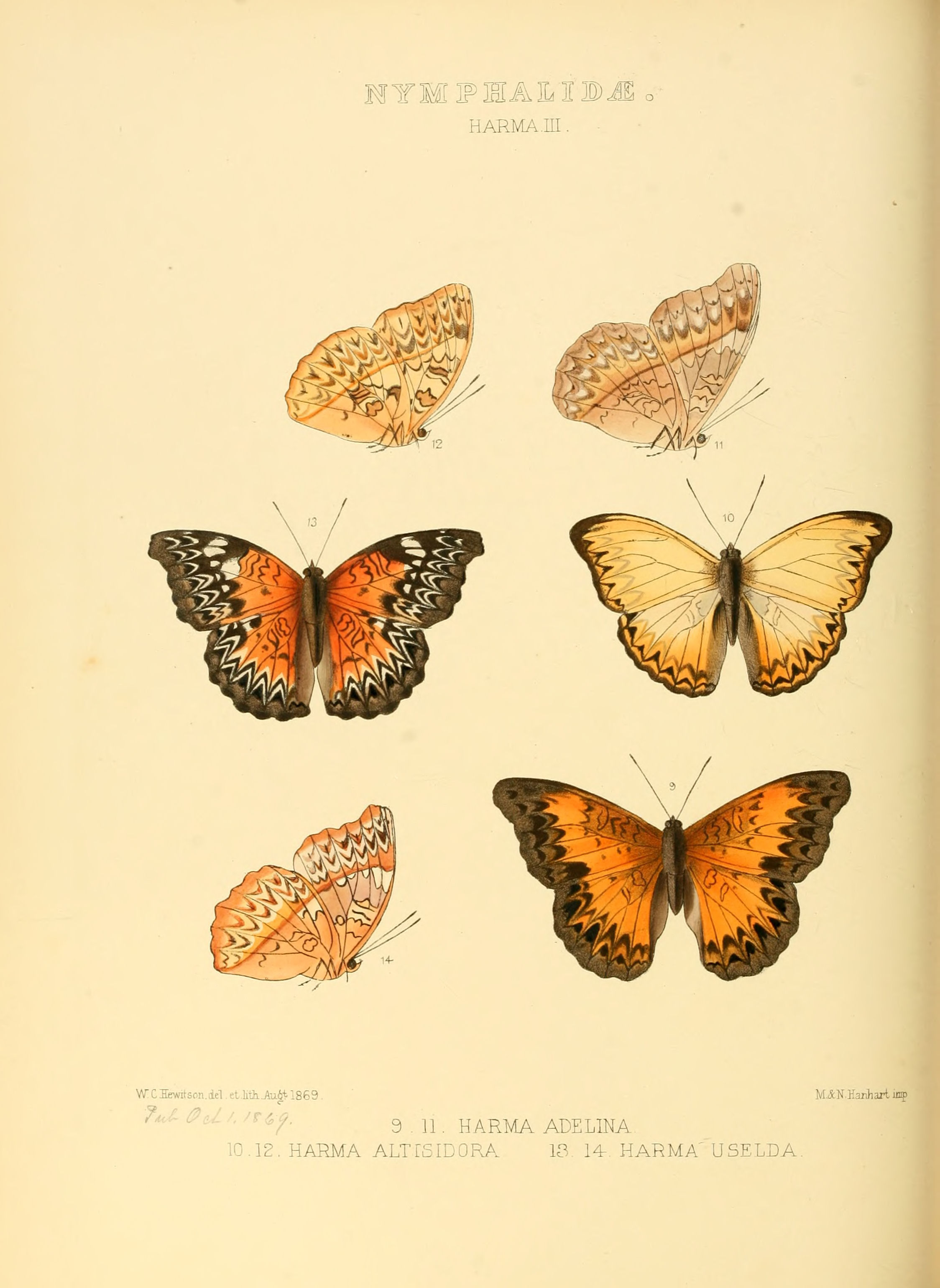